# Pez (caramelo)

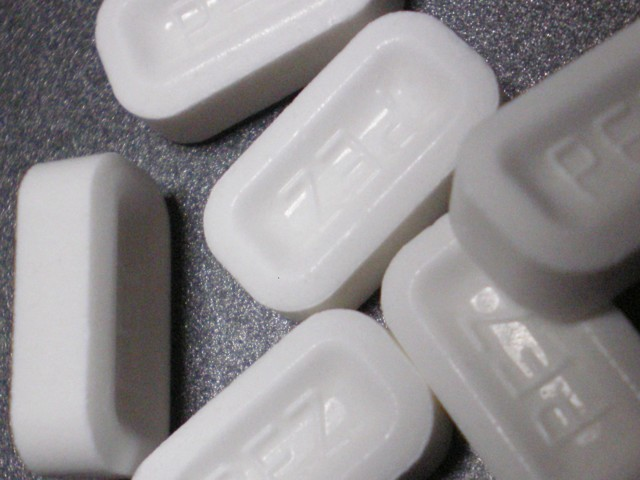
Aspecto de caramelos Pez.

PEZ es una marca austriaca de caramelos con forma de pequeña tableta rectangular seca, que suele ir en unos dispensadores de bolsillo característicos que confecciona la misma compañía en el que caben 12 caramelos de la marca.
Su nombre es un acrónimo de la palabra alemana Pfefferminz (menta), el primer sabor de la marca Pez, en letras mayúsculas. El logotipo de la compañía forma las letras con los caramelos, 44 en total.

## Historia
PEZ comenzó a comercializarse como un dulce de menta comprimido en la ciudad de Viena (Austria), y su creación se atribuye a Eduard Haas III en el año 1927. La receta de Haas empleaba levadura química, y decidió vender las pequeñas cápsulas en pequeños paquetes y tubos dispensadores del tamaño de un mechero. Por su sabor, la gente comenzó a emplearlos como un enmascarador del tabaco.
La Segunda Guerra Mundial paralizó la producción y venta, pero se retomó al término del conflicto en 1945. En 1952 Eduard Haas introduce el producto en los Estados Unidos, y el presidente de la filial en ese país, Curtis Allina, decidió enfocar el producto a un público infantil, mediante la venta de dispensadores con cabezas de personajes, como Mickey Mouse o Santa Claus, que consiguieron una buena aceptación y dieron a conocer a la marca a nivel mundial. Desde entonces, se han creado más de 550 modelos diferentes, que son considerados incluso como objetos de colección.
En 1973 la empresa establece una fábrica en Orange, Connecticut. Desde 1983 hasta 2003 la compañía es presidida por Scott McWhinnie, quien dobló la producción de los caramelos y dispensadores. En 2006, los herederos de Eduard Haas se hacen con el poder accionarial. En la actualidad la sede de la compañía se encuentra en la ciudad de Traun (Austria), aunque la ciudad de Orange mantiene la fábrica donde se confeccionan los caramelos. Los dispensadores se fabrican en Hungría y China.

## Dispensadores

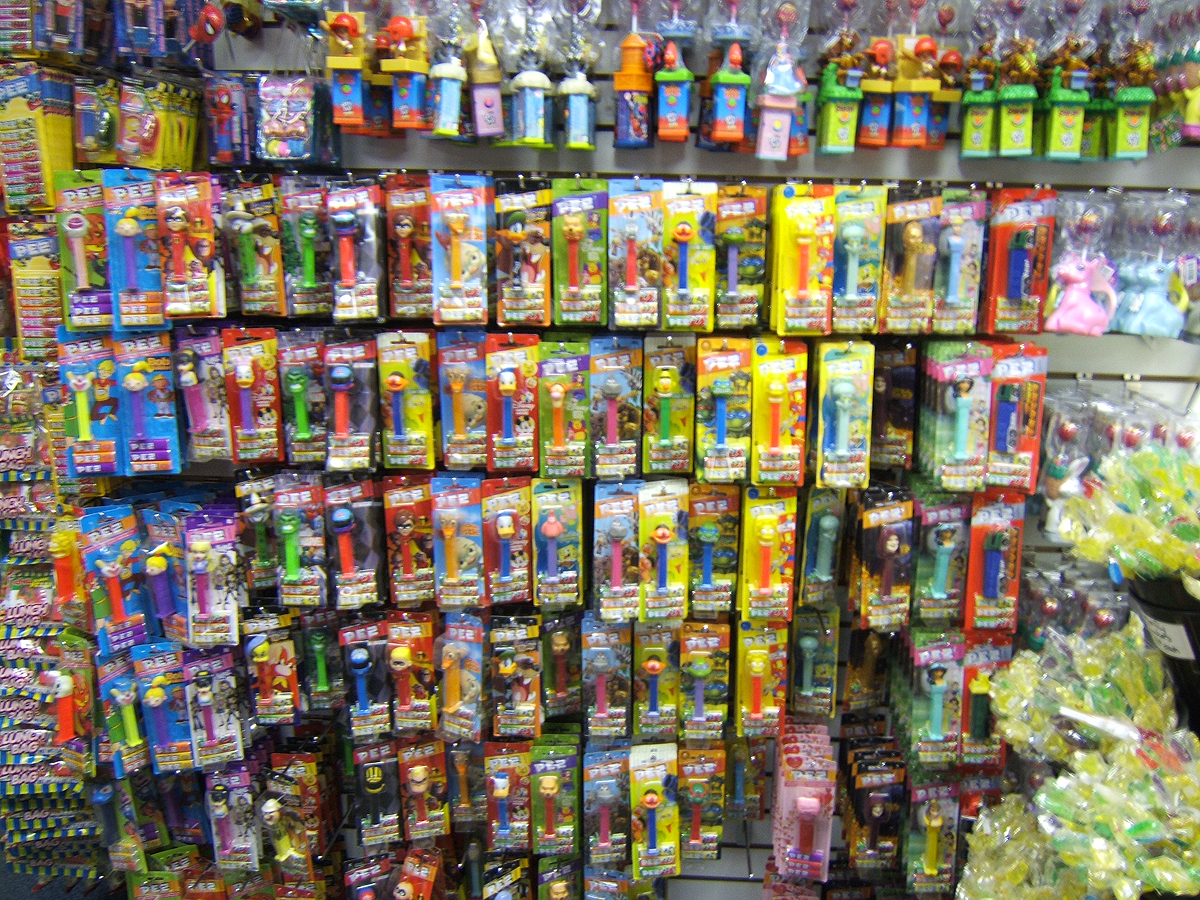
Varios dispensadores de caramelos Pez.

Aunque los primeros dispensadores presentaban una forma de mechero, los dispensadores más conocidos de la marca son aquellos con cabezas de personajes que forman parte de la cultura popular, que van desde personajes de Disney, Warner Bros., Cartoon Network o Nickelodeon hasta ediciones especiales de Star Wars y Spider-Man o personajes de videojuegos como Super Mario. Los dispensadores son, en muchos casos, considerados como un objeto de coleccionismo.

## Sabores
PEZ comercializa varios sabores de todo tipo. El primero de todos ellos fue el sabor a menta, y más tarde se añadieron sabores frutales como la fresa, cereza, manzana, limón, sandía o naranja entre otros. También existen otras modalidades como el sabor a refresco de cola o café, y sabores sin azúcar.